# 마크 에버렛
마크 에버렛(Manuel Benitez, 1969년 9월 28일 ~ 2008년 12월 23일)은 미국의 배우, 텔레비전 배우이다.
코럴게이블즈에서 태어났으며 엘몬테에서 사망하였다. 사인은 총상이다.

## 영화
- 스탠드 업 (1988년)
- 피위의 대모험 (1985년)